# 德興巴格湖

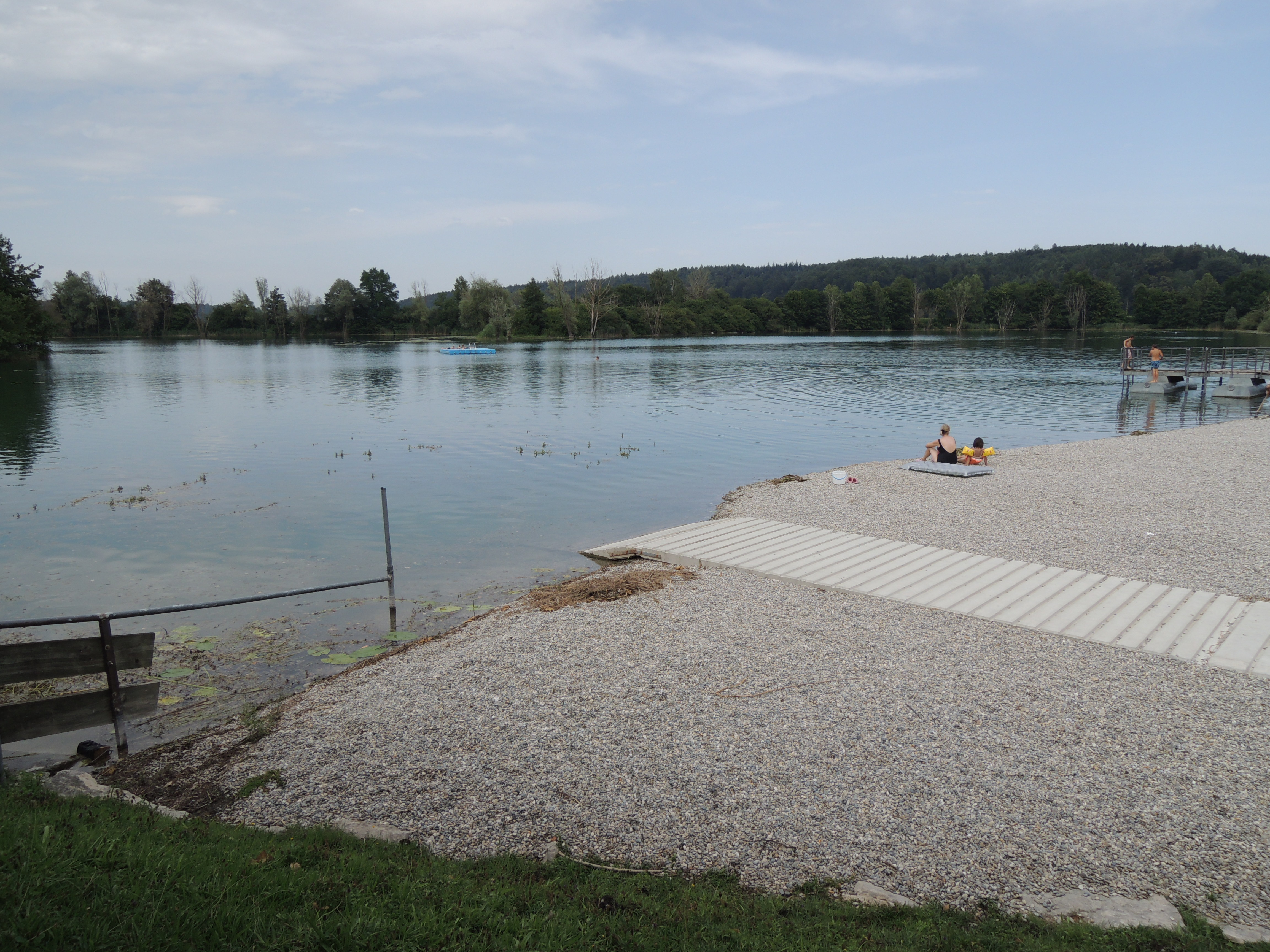

48°24′53.45″N 10°57′30.98″E / 48.4148472°N 10.9586056°E
德興巴格湖（德語：Derchinger Baggersee），是德國的湖泊，位於該國東南部，由巴伐利亞負責管轄，處於施瓦本行政區，長0.4公里、寬0.3公里，面積0.06平方公里，海拔高度464米。